# Chuck Schuldiner
Chuck Schuldiner, egentligen Charles Michael Schuldiner, född 13 maj 1967 i Long Island, New York, USA, död 13 december 2001 i New York av cancer, var en amerikansk sångare och gitarrist. Han är mest känd för att ha grundat och lett bandet Death.
Schuldiner började att spela klassisk gitarr vid 9 års ålder, men han övergick tämligen snart till elgitarr.
Schuldiner, som var autodidakt, inspirerades av band som Kiss och Iron Maiden och senare av Slayer och Metallica. 1983 grundade han bandet Death, ursprungligen under namnet Mantas. Bandet kom att splittras 1986, och Schuldiner gick tillfälligt med i bandet Slaughter. Han bildade dock Death på nytt, och 1987 släpptes debutalstret Scream Bloody Gore som anses vara ett av de allra första death metal-albumen. Året därpå släpptes Leprosy och 1990 Spiritual Healing, som ytterligare definierade genrens stil.
I och med albumet Human (1991) inledde Schuldiner ett samarbete med Paul Masvidal och Sean Reinert från det tekniska dödsmetallbandet Cynic och basisten Steve DiGiorgio. Den nya sättningen förde Deaths musik till en mera tekniskt avancerad nivå. Death slog nu igenom hos den stora publiken och kunde följa upp framgången med ytterligare tre album, Individual Thought Patterns (1993), Symbolic (1995) och The Sound of Perseverance (1998). 
År 1999 lade Schuldiner ner Death och grundade istället Control Denied.
I maj 1999 fick Schuldiner värk i nacken. Läkare konstaterade att det var en hjärntumör, och Schuldiner genomgick framgångsrik strålbehandling och operation. I maj 2001 visade det sig att tumören hade kommit tillbaka. Komplikationer tillstötte, och Schuldiner avled i december samma år.

## Diskografi (urval)
Med "Death"
- 1987: Scream Bloody Gore
- 1988: Leprosy
- 1990: Spiritual Healing
- 1991: Human
- 1993: Individual Thought Patterns
- 1995: Symbolic
- 1998: The Sound of Perseverance

Med "Voodoocult"
- 1994: Jesus Killing Machine

Med "Control Denied"
- 1999: The Fragile Art of Existence

### Fotnoter
1. ↑  Allmusic — Death. Webbåtkomst 2008-02-02.